# Гај Семпроније Грах
Гај Семпроније Грах (лат. Gaius Sempronius Gracchus, умро 121. п. н. е.), био је римски државник, настављач реформске политике свог старијег брата Тиберија Семпронија Граха.
Аграрна реформа коју је 133. п. н. е. покренуо Тиберије Грах наставила се спроводити и након његове смрти, али су је велепоседници ометали свим средствима. Сукоб са сенатским сталежом нарочито се заоштрио када је 123. п. н. е. Гај Грах био изабран за народног трибуна. Он је био изврстан говорник, о чему сведоче и сачувани фрагменти његових говора. Такође је у спровођењу реформи био још одлучнији од свог брата. Две је године узастопно биран за трибуна, и за то је време на његов предлог народна скупштина изгласала неколико важних закона. 
У интересу градског плебса донет је закон о житу, по коме је сваки плебејац могао да лично купује жито по изузетно јефтиној цени. У интересу сеоског плебса у пуном је обиму обновљен аграрни закон Тиберија Граха. Да би пак придобио витезове (equites), који се до тада у Риму већ дефинисао као економски изузетно јак сталеж (ordo), Гај је спровео закон о провинцији Азији, који је увео десетак у области бивше Пергамске краљевине. Убирање овог пореза је готово у потпуности препуштено витезовима, који су тако добили неограничене могућности за економску експлоатацију ове богате источне провинције. Судски закон је такође имао велики значај за витезове: по њему, у сталним судским комисијама за претресање случајева злоупотреба у провинцијама требало је да заседају витезови, а не сенатори. Тако су заправо витезови добијали контролу над управом коју су у провинцијама вршили сенатори. Посебан значај Гај је придавао оснивању нових колонија, пре свега на месту Капуе и Тарента, али и на месту старе Картагине, где је требало да се оснује колонија Јунонија и насели око 6.000 људи.
Гај није успео да и по трећи пут, 121. године п. н. е, буде изабран за трибуна. Оптимати су почели да све снажније нападају законе донете на Грахову иницијативу. Исте је године покренуто и питање колоније Јуноније јер је основана на земљишту на које је 146. п. н. е. бачено проклетство, а искоришћени су и гласови о неповољним знамењима која су се наводно указала при оснивању колоније. Конзул Луције Опимије сазвао је скупштину да укине закон о Јунонији. Међутим, седница скупштине убрзо се претворила у оружани сукоб у коме су живот изгубили Гај Грах и око 3.000 његових присталица.
Током следеће деценије реформске мере браће Граха које су уведене у корист сиромашних градских и сеоских слојева становништва биле су великим делом укинуте, премда је дотад спроведена расподела земље, претворене у приватну имовину, привремено ојачала римско сељаштво. Одредбе Грахових закона којима је дата извесна политичка моћ витешком сталежу нису се могле дирати из политичких разлога, те су оне опстале као главни резултат Гајевог трибуната. Изгледа да су судови за злоупотребе у провинцијама радили боље него раније, а било је уведено и неколико других значајних судова, као и повремени ad hoc судови у којима су увек седеле и судије из витешког сталежа.